# Curtis Moss
Curtis Moss, född 12 april 1987, är en friidrottare från Kanada. Han deltog vid olympiska sommarspelen 2012.